# Анатолий Соловьов
Анатолий Яковлевич Соловьов (на руски: Анатолий Яковлевич Соловьёв) е 205-и космонавт в света и 65-и космонавт на СССР. Женен за Наталия Василевна Сововьова (Катишевцева). Има двама сина – Генадий (1975) и Иля (1980).
Анатолий Соловьов се ражда на 16 януари 1948 г. в град Рига (Латвийска съветска социалистическа република) в семейство на работници.
Държи рекорда за най-много излизания в открития космос (16) и най-дългия общ престой в открития космос (82ч 20 м).

## Образование
Деветгодишно образование получава в средното училище №15 в град Рига през 1964 г., а диплом за средно образование получава след завършването на 11 клас във вечерното училище през 1966 г.
През август 1967 г. става студент във физико-математическия факултет на Латвийския държавен университет, но преди да завърши първи курс зарязва университета и започва да се готви за постъпване в авиационно училище.
През следващата година става курсант в Черниговското висше военно авиационно училище, което завършва през октомври 1972 г.

## Летец
През ноември 1972 година е назначен като старши пилот в разузнавателния авиополк в Далечния изток. На 27 септември 1974 година повишава своята квалификация до „Военен летец 2 клас“, а от ноември става командир на звено. На 29 септември 1975 година защитава и квалификацията „Военен летец 1 клас“

## Космонавт
В началото на 1976 г., постъпва в отряда на космонавтите (Група ВВС-6). Групата е набрана с цел подготовка по програмата „Буран“. Подготовката за космонавт завършва през 1978 г.
През януари 1982 г. е прехвърлен в групата „Интеркосмос“. От 1983 до 1988 г. преминава подготовка като командир на дублиращи екипажи по програмата „Салют-7“.

### Първи полет
Анатолий Соловьов е командир на кораба „Союз ТМ-5“ от 7 до 17 юни 1988 г. В екипажа са включени Виктор Савиних и Александър Александров (България). Продължителността на полета е 9 денонощия, 20 часа, 9 минути и 19 секунди. Позивна „Родник-1“.

### Втори полет
Втория си полет Анатолий Соловьов извършва от 11 февруари до 9 август 1990 г. с кораба „Союз ТМ-9“ и работи на станцията „Мир“. Втори космонавт е Александър Баландин. Продължителността на полета е 179 денонощия, 1 час, 17 минути и 57 секунди.
От 11 януари 1991 година е назначен на длъжност инструктор-космонавт-изпитател и командир на 2-ра група.

### Трети полет
На 27 юли 1992 г. стартира корабът „Союз ТМ-15“ с екипаж: Анатолий Соловьов, Сергей Авдеев и Мишел Тонини (Франция). Екипажът работи на станцията „Мир“ заедно с Александър Викторенко, Александър Калери, Генадий Манаков и Александър Полещук.
За времето на мисията извършва 4 излизания в открития космос с обща продължителност 18 часа и 21 минути.
Продължителност на полета: 188 денонощия, 21 часа, 41 минути и 15 секунди.

### Четвърти полет
Четвъртия си полет Соловьов започва със совалката „Атлантис“, мисия STS-71 на 27 юни 1995 г. В екипажа са включени още Николай Бударин, Робърт Гибсън, Чарлс Прекърт, Елен Бейкър, Грегъри Хърбо и Бони Дънбар. След два дни совалката се скачва с „Мир“, след което Соловьов и Бударин заменят основния екипаж на станцията Владимир Дежуров и Генадий Стрекалов. Връща се на Земята с кораба „Союз ТМ-21“. Продължителността на полета е 75 денонощия, 12 часа, 20 минути и 21 секунди.

### Пети полет
От 5 август 1997 до 19 февруари 1998 г. извършва своя пети космически полет като командир на орбиталния комплекс „Мир“, заедно с Павел Виноградов. По време на полета извършва седем излизания в открития космос. Продължителността на полета е 197 денонощия 17 часа 34 минути 36 секунди.
Заема четвърто място по обща продължителност на престоя в космоса (651 денонощия 0 часа 4 минути).